# Orochelidon
Orochelidon is een geslacht van zangvogels uit de familie zwaluwen (Hirundinidae). Het geslacht is opnieuw ingesteld op de versie 11.2 van de IOC World Bird List

- Orochelidon andecola  – Andeszwaluw
- Orochelidon flavipes  – Bleekpootzwaluw
- Orochelidon murina  – Muiszwaluw